# Maura Tierney

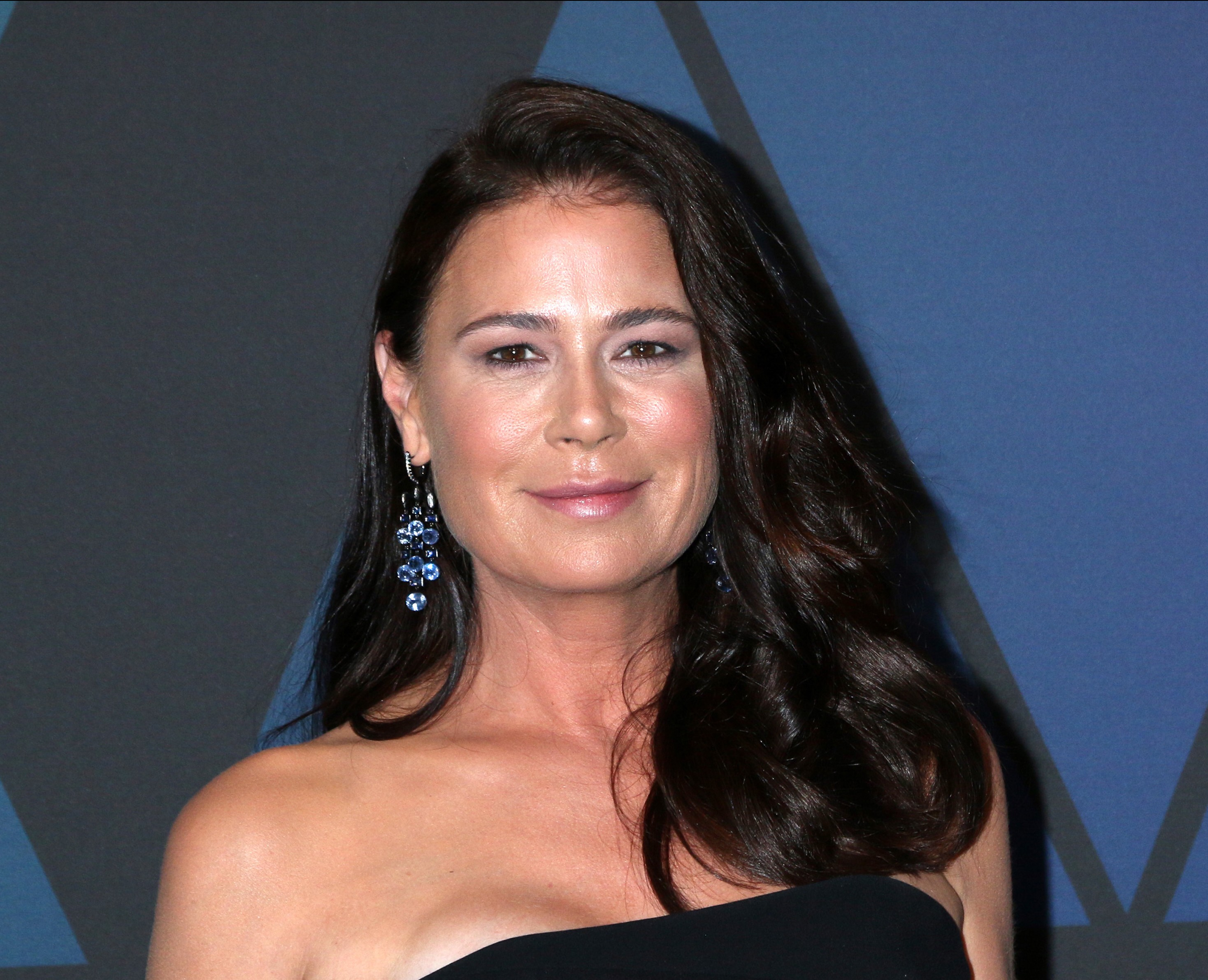
Maura Tierney (2018)

Maura Lynn Tierney (* 3. Februar 1965 in Boston, Massachusetts) ist eine US-amerikanische Schauspielerin. In Deutschland wurde sie hauptsächlich durch ihre Rolle der Dr. Abigail „Abby“ Lockhart in der Krankenhausserie Emergency Room – Die Notaufnahme und die US-amerikanische Sitcom NewsRadio bekannt.

## Leben
Tierneys Eltern sind Pat und Joseph Tierney, ein ehemaliger Bostoner Politiker. Sie hat zwei jüngere Geschwister.
Im Jahre 1994 heiratete sie den Produzenten und Kameramann Billy Morrissette und lebte mit ihm in New York und Los Angeles. Kinder sind aus dieser Ehe nicht hervorgegangen.
Nach 13 Jahren Ehe reichte Tierney im Juli 2006 die Scheidung ein.
Maura Tierney war für eine Hauptrolle in der Serie Parenthood vorgesehen, konnte aber wegen einer Brustkrebserkrankung dieses Angebot nicht annehmen. Im Oktober 2009 wurde bekannt gegeben, dass Lauren Graham sie in der Serie ersetzen würde.

## Filmografie (Auswahl)
- 1987: Die Herzensbrecher von der letzten Bank (Student Exchange)
- 1988: The Van Dyke Show
- 1991: Law & Order (Fernsehserie, Folge 2x03 Tatmotiv: Liebe)
- 1991: Dead Women in Lingerie
- 1993: Die Aushilfe (The Temp)
- 1992: White Sands – Der große Deal (White Sands)
- 1994: 704 Hauser
- 1995–1999: NewsRadio
- 1996: Zwielicht (Primal Fear)
- 1997: Der Dummschwätzer (Liar Liar)
- 1998: Mit aller Macht (Primary Colors)
- 1999: Instinkt (Instinct)
- 1999: Auf die stürmische Art (Forces of Nature)
- 1999: Oxygen
- 1999–2009: Emergency Room – Die Notaufnahme (ER, Fernsehserie, 189 Folgen)
- 2002: Insomnia – Schlaflos (Insomnia)
- 2004: Willkommen in Mooseport (Welcome to Mooseport)
- 2007: The Go-Getter
- 2008: Semi-Pro
- 2008: Baby Mama
- 2008: Finding Amanda
- 2010: The Whole Truth
- 2012–2013: Good Wife (Fernsehserie, 7 Folgen)
- 2014–2019: The Affair (Fernsehserie, 40 Folgen)
- 2017: Anything
- 2018: Philip K. Dick’s Electric Dreams (Fernsehserie, Folge 1x09)
- 2018: Beautiful Boy
- 2019: The Report
- 2021: Your Honor
- 2023: The Iron Claw
- 2024: Twisters
- seit 2024: Law & Order

## Nominierungen für Preise
- Nominiert: Blockbuster Entertainment Award in dem Film Auf die stürmische Art, 2000
- Nominiert: Primetime Emmy Award for Outstanding Supporting Actress in a Drama Series, Beste Nebendarstellerin in der Fernsehserie ER (Kategorie: Drama), 2001
- Nominiert: Screen Actors Guild Award for Outstanding Performance by an Ensemble Bestes Ensemble in der Fernsehserie ER (Kategorie: Drama), 2001
- Nominiert: Satellite Award Beste Darstellerin in der Fernsehserie ER (Kategorie: Drama), 2003
- Gewonnen: Golden Globe Award Beste Nebendarstellerin in The Affair, 2016
- Nominiert: Primetime Emmy Award Beste Nebendarstellerin in The Affair, 2016